# Skandinavische Lust
Skandinavische Lust (Originaltitel: Bel Ami) ist ein schwedischer Pornofilm aus dem Jahr 1976. Der Film wurde von Mac Ahlberg unter dem Pseudonym Bert Turm gedreht. Als Vorlage diente der Roman Bel-Ami von Guy de Maupassant von 1885. Der Film feierte am 25. Oktober 1976 in Jönköping Premiere.

## Handlung
Der ziemlich erfolglose Journalist und Gelegenheitsdichter George Duroy erhält die Gelegenheit, Herausgeber des Sexmagazins „Playhouse “zu werden. Um seine Eignung zu beweisen, bereist er die Welt, um über erotische Storys zu berichten. Dabei verführt er etliche Damen, die ihn seinem Ziel näher bringen können, und gelangt schließlich ans Ziel seiner Wünsche.

## Rezeption
Für die dänischsprachige Internetseite „Planet Pulp“ ist der Film „eine Sexkomödie, die über mehr Handlung verfügt als andere Pornofilme und in der ersten Hälfte zwischen Soft- und Hardcoreporno schwankt, aber in der zweiten Hälfte ein reiner Hardcoreporno ist.“ Das Lexikon des Internationalen Films sah „(e)ine Aneinanderreihung von Intimszenen in modisch-schickem Rahmen.“ Wieland Schwanebeck schreibt in seinem Essay zum Helden der Vorlage (und der Filme), Georges Duroy: „(Diese Filmadaption) versetzt Maupassants Stoff in die Gegenwart bzw. in die pornographische Gegenwartsfantasie eines promisken Europas ganz im Zeichen der sogenannten Sexuellen Revolution, die auch Hard-core-Streifen kurzfristig in den  kulturellen Mainstream hievte.“